# WrestleCrap
WrestleCrap è un sito web creato nel 2000 da Randy Baer e Merle Vincent che si prefigge l'obiettivo di essere una sorta di Hall of Shame del wrestling professionistico nordamericano; esso, infatti, raccoglie alcune tra le peggiori gimmick, storyline o eventi del XXI secolo.
Il sito, dal taglio umoristico, è attualmente controllato da Randy Baer e Justin Henry.

## Storia
Randy Baer e Merle Vincent lanciarono il sito web Wrestle Crap nell'aprile del 2000, guadagnandosi in breve tempo una grossa fan base presso gli appassionati di wrestling nordamericani. In seguito all'inaspettato suicidio di Vincent nel mese di settembre, Baer continuò da solo l'attività on-line.
Nel 2001 il sito fu chiuso a causa degli alti costi di mantenimento, ma tornò attivo l'anno seguente; nel 2006 si aggiunsero molti nuovi collaboratori alla redazione.
Nel 2012 Baer annunciò il "rilancio" di Wrestle Crap, con molti più aggiornamenti giornalieri e contenuti interattivi. Nel 2016 l'intero archivio del sito fu reso disponibile per chiunque avesse fatto una donazione tramite la piattaforma Patreon.

## Contenuti
- WrestleCrap Inductions, nuove ammissioni settimanali con segnalazioni di ammissioni classiche a rotazione.
- WrestleCrap Radio/The RD and Blade Show, rubrica di commenti da parte di RD e Blade sugli eventi recenti nel mondo del wrestling statunitense.
- Headlies, "bufale" sul mondo del wrestling nello stile di The Onion.
- Jobber of the Week, dove uno sconosciuto jobber a caso viene presentato ed esaltato come fosse una superstar da Blade o RD, più spesso da Blade.
- Someone Bought This, uno sguardo ad alcuni dei gadget di wrestling più assurdi sul mercato. Questa rubrica segnala spesso degli annunci di articoli in vendita su eBay.
- RD's Ramblings, commenti sui recenti eventi nel mondo del wrestling e risposte alla numerose e-mail ricevute dagli utenti del sito.
- RD's Book & DVD Reviews, recensioni di libri e DVD di wrestling da parte di RD.
- Re-Writing the Book, una rubrica a cura di Jed Shaffer, dedicata a un universo parallelo immaginario dove nel wrestling, per esempio, lo Screwjob di Montréal non ha mai avuto luogo.
- It Came From YouTube, celebrazione settimanale dei più strani filmati di wrestling presenti su YouTube.
- Curtain Jerker, nuova rubrica creata nel 2013, Justin Henry discute ogni settimana del mondo del wrestling, con l'intento di creare dibattiti tra gli appassionati.
- Power Crappings, nuova rubrica creata nel 2013, una lista delle peggiori 25 storyline, gimmick, notizie, e pettegolezzi in circolazione al momento.
- Epic Tweets Through Wrestling History, nuova rubrica creata nel 2013, Emerson Witner crea falsi tweet satirici, spesso ironici, da parte di personalità del mondo del wrestling di ogni epoca.
- The Meme Event, foto tratte da WWE Monday Night Raw e Friday Night Smackdown, impietosamente commentate da Justin Henry.

## Gooker Award
Il Gooker Award è un premio speciale che viene assegnato annualmente alla peggiore gimmick, storyline o evento di wrestling svoltosi in Nord America; il vincitore viene deciso tramite il voto dei lettori del sito:
- 2000: vittoria del WCW World Heavyweight Championship da parte di David Arquette[4]
- 2001: storyline dell'Invasion[4]
- 2002: storyline tra Kane e Triple H[4]
- 2003: storyline tra Dawn Marie e Torrie Wilson[4]
- 2004: storyline del Raw Diva Search[4]
- 2005: storyline di Jim Ross che viene bruciato vivo[4]
- 2006: speculazione commerciale da parte della WWE sulla morte di Eddie Guerrero[5]
- 2007: storyline di Mr. McMahon come padre di Hornswoggle[6]
- 2008: Mike Adamle[7]
- 2009: storyline tra Chavo Guerrero e Hornswoggle[8]
- 2010: spostamento di TNA Impact! al lunedì sera[9]
- 2011: Michael Cole[10]
- 2012: storyline tra A.J. Styles, Christopher Daniels e Frankie Kazarian
- 2013: Dixie Carter[11]
- 2014: storyline tra Brie Bella e Nikki Bella; i commenti di Vince McMahon sugli "brass rings" ("anelli di ottone")
- 2015: storyline tra Dolph Ziggler, Lana, Rusev e Summer Rae
- 2016: WrestleMania 32
- 2017: vittoria del WWE Championship da parte di Jinder Mahal
- 2018: Crown Jewel[12]
- 2019: storyline tra "The Fiend" Bray Wyatt e Seth Rollins[13]
- 2020: la Retribution
- 2021: NXT 2.0
- 2022: Ric Flair's Last Match[14]
- 2023: CM Punk in AEW